# كريم المرابت
كريم المرابت  (بالفرنسية: Karim El Mourabet)‏ (1987 المغرب) هو لاعب كرة قدم مغربي.

## روابط خارجية
- كريم المرابت على موقع قاعدة بيانات كرة القدم.إي يو (الإنجليزية)
- كريم المرابت على موقع Soccerway.com (الإنجليزية)
- كريم المرابت على موقع عالم كرة القدم.نت (الإنجليزية)
- كريم المرابت على موقع GSA (الإنجليزية)